# والتر باز
والتر باز (بالإسبانية: Walter Paz)‏ (4 مارس 1973 ببوينس آيرس في الأرجنتين - ) هو لاعب كرة قدم أرجنتيني في مركز الوسط. شارك مع منتخب الأرجنتين تحت 17 سنة لكرة القدم ومنتخب الأرجنتين تحت 20 سنة لكرة القدم. أما مع النوادي، فقد لعب مع أرجنتينوس جونيورز وتيرو فيديرال ودندي يونايتد وكيلمس ونادي بورتو ونادي جل فيسنتي وهوراكان وGimnasia y Esgrima de Concepción del Uruguay ‏ وألميرانتيه براون دي أريسيفيس ونادي كوبريسال ونادي أتليتكو للبنين ‏ وEstudiantes de Río Cuarto ‏.

## وصلات خارجية
- والتر باز على موقع قاعدة بيانات كرة القدم.إي يو (الإنجليزية)
- والتر باز على موقع عالم كرة القدم.نت (الإنجليزية)